# Jule Gartzke
Jule N. Gartzke (* 24. Dezember 1970 in Würzburg) ist eine deutsche Schauspielerin, Tänzerin und Bewegungslehrerin.

## Leben

### Ausbildung und Theater
Jule Gartzke wurde als dritte von vier Töchtern in Würzburg geboren. Nach dem Besuch des Friedrich-Koenig-Gymnasiums in Würzburg und Absolvierung des Abiturs studierte sie von 1990 bis 1995 Zeitgenössischen Tanz an der Folkwang Hochschule in Essen. Während ihres Studiums debütierte sie 1992 am Essener Grillo-Theater in Joshua Sobols Theaterstück Ghetto. Sie hatte in den folgenden Jahren Theaterengagements, u. a. am Theater Bremen (1995), am Schauspielhaus Bochum (Spielzeit 1996/97), am Schauspielhaus Wuppertal (1997) und am Theater Konstanz (1998). 2000 spielte sie am Cochrane Theatre in London.
Spätere Theaterarbeiten übernahm sie am Theater im Ballsaal Bonn (2003), am Schauspielhaus Bochum (2008–2010), am Musiktheater im Revier (2011) und beim PACT Zollverein.

### Film und Fernsehen
Seit 1999 arbeitet Gartzke als Schauspielerin hauptsächlich für Film und Fernsehen. Sie ist Mitglied im Bundesverband Schauspiel (BFFS).
In dem mehrfach ausgezeichneten Schweizer Kurzfilm Blush (2000) stand sie 1999 zum ersten Mal vor der Kamera. In dem Fernsehfilm Mein Bruder, der Idiot (2000) von Regisseur Kai Wessel, eine Geschichte über zwei völlig unterschiedliche Brüder – der eine ein attraktiver Barpianist, der andere mit dem Down-Syndrom geboren – spielte sie die weibliche Hauptrolle der Mascha Ahrens an der Seite von Bobby Brederlow und Martin Feifel. In dem Fernsehfilm Die Mauer – Berlin ’61 (2006) verkörperte sie als Franziska, Leiterin einer Gruppe von Jungpionieren, eine überzeugte Repräsentantin des DDR-Regimes. In dem Kinofilm Picco (2010), der bei seiner Uraufführung auf dem Filmfestival Max Ophüls Preis für einen Eklat wegen seiner Gewaltdarstellung sorgte, spielte sie an der Seite der beiden Jungschauspieler Frederick Lau und Joel Basman die Jugendpsychologin Frau Schmitt.
Mehrfach wirkte sie in Krimireihen von Das Erste und des ZDF mit, so im Wilsberg-Krimi Ausgegraben (2005) und im Franken-Tatort: Am Ende geht man nackt (2017). Im dritten und vierten Film der Fernsehreihe Der Barcelona-Krimi (2020) war sie in der Rolle der Alma Gomez Mitglied des katalanischen Ermittler-Teams.

### Bewegungslehrerin
Gartzke besuchte von 1995 bis 1998 die International School for the F.M.Alexander-Technique, wo sie bei Chris Stevens und Nadia Kevan ihre Ausbildung zur Lehrerin der Alexander-Technik absolvierte. Seit 2008 unterrichtet sie die Technik in einer eigenen Schule sowie in Workshops und Sommerkursen und an anderen Alexander-Ausbildungsschulen in Deutschland und international.

### Privates
Gartzke lebt in Essen und Würzburg.

## Filmografie (Auswahl)
- 1999: Blush (Kurzfilm)
- 2000: Mein Bruder, der Idiot (Fernsehfilm)
- 2000–2001: Für alle Fälle Stefanie (Fernsehserie; zwei Folgen, verschiedene Rollen)
- 2001: Die Wache (Fernsehserie; Folge: Schlangennest)
- 2002: Tödliches Vertrauen (Fernsehfilm)
- 2003: Countdown auf der Todesbrücke (Fernsehfilm)
- 2003: Broti & Pacek – Irgendwas ist immer (Fernsehserie; Folge: Die Verschwörung)
- 2004: Der Bulle von Tölz: Sport ist Mord (Fernsehreihe)
- 2004: Donna Leon – Acqua Alta (Fernsehreihe)
- 2004: Folgeschäden (Fernsehfilm)
- 2005: Ein ganz normales Paar (Fernsehfilm)
- 2005: Wilsberg: Ausgegraben (Fernsehreihe)
- 2006: SOKO Kitzbühel (Fernsehserie; Folge: Klinisch getestet)
- 2006: Heiratsschwindlerin mit Liebeskummer (Fernsehfilm)
- 2006: Die Cleveren (Fernsehserie; Serienrolle)
- 2006: Die Mauer – Berlin ’61 (Fernsehfilm)
- 2007: Großstadtrevier (Fernsehserie; Folge: Chefsache)
- 2007: In aller Freundschaft (Fernsehserie; Folge: Die inneren Werte)
- 2008: Alles was recht ist (Fernsehfilm)
- 2009: Schutzlos (Fernsehfilm)
- 2009: Das Duo: Wölfe und Lämmer (Fernsehreihe)
- 2010: Picco (Kinofilm)
- 2010: Tatort: Am Ende des Tages (Fernsehreihe)
- 2010: Der letzte Bulle (Fernsehserie; Folge: Ich hab sie alle gehabt)
- 2010: SOKO Köln (Fernsehserie; Folge: Offene Rechnung)
- 2011: SOKO Leipzig (Fernsehserie; Folge: Gottes Zoo ist groß)
- 2012: Heiter bis tödlich: Morden im Norden (Fernsehserie; Folge: Donners Dienstreise)
- 2015: SOKO Stuttgart (Fernsehserie; Folge: Das Versprechen)
- 2015: Herzensbrecher – Vater von vier Söhnen (Fernsehserie; Folge: Schwarz zu grau)
- 2017: Tatort: Am Ende geht man nackt (Fernsehreihe)
- 2017: Heldt (Fernsehserie; Folge: Vom Umtausch ausgeschlossen)
- 2018: Tatort: Tollwut (Fernsehreihe)
- 2018: SOKO Wismar (Fernsehserie; Folge: Aus Liebe)
- 2018: Parfum (Fernsehserie; Folge: Fesselung)
- 2018: Passagier 23 – Verschwunden auf hoher See (Fernsehfilm)
- 2019: Weil du mir gehörst (Fernsehfilm)
- 2020: Deutscher (Fernsehserie)
- 2020: Der Barcelona-Krimi: Entführte Mädchen (Fernsehreihe)
- 2020: Der Barcelona-Krimi: Blutiger Beton (Fernsehreihe)
- 2021: Stralsund: Das Manifest (Fernsehreihe)
- 2021: Stralsund: Medusas Tod (Fernsehreihe)
- 2021: Tatort: Masken (Fernsehreihe)
- 2021: Ein Hauch von Amerika (Fernsehserie; Folge: Freunde und Feinde)
- 2021: Ostwind – Der große Orkan (Kinofilm)
- 2023: WaPo Duisburg (Fernsehserie; Folge: Mord im Yachthafen)
- 2024: SOKO Köln (Fernsehserie; Folge: Bukowski ist tot)
- 2024: SOKO Leipzig (Fernsehserie; Folge: Elfenkönigin)
- 2024: Polizeiruf 110: Jenseits des Rechts (Fernsehreihe)
- 2025: Notruf Hafenkante (Fernsehserie; Folge: Ausgebrannt)
- 2025: Der Staatsanwalt (Fernsehserie; Folge: Der Tod hat Vorfahrt)